# Варимбомби
Варимбо́мби (греч. Βαρυμπόμπη) — село в Греции, северный пригород Афин. Расположено на высоте 300 метров над уровнем моря, на Афинской равнине, у юго-восточного подножья Парниса, в 17 километрах к северо-востоку от центра Афин. Входит в сообщество Ахарне в общине Ахарне в периферийной единице Восточная Аттика в периферии Аттика. Население 1377 жителей по переписи 2011 года.
Является популярным местом для катания на горном велосипеде. Рядом находится бывшая королевская резиденция «Татой», аэропорт «Татой» и Музей военной авиации.

## История
Село Варимбопи (Βαρυμπόπη) было упразднено в 2001 году. Село Варимбомби создано в 2011 году.
2 февраля 1997 года на мусорной свалке в Варимбопи было обнаружено тело задушенного киллера Александра Солоника.
В ходе лесных пожаров в Греции в 2021 году в Варимбомби в течение двух дней тушили сильнейший лесной пожар. Пожар начался днём 3 августа. Были эвакуированы жители нескольких поселений, перекрыто движение по Автостраде 1. Дым от пожара накрыл Афины. Заместитель министра гражданской защиты и антикризисного управления Греции Никос Хардалиас сообщил 4 августа:
По первой оценке, площадь пожара составила 12 500 стремм (1250 гектаров). Что касается ущерба, по первой оценке, которая должна быть подтверждена компетентными службами, 76 домов серьезно повреждены, 18 домов повреждены частично. Также серьезные повреждения есть на 27 предприятиях района. 82 машины уничтожены полностью. 64 машины частично повреждены.
Затем с пожарища близ Варимбомби начался новый большой лесной пожар.